# 愛の勝利
『愛の勝利』（あいのしょうり、ラテン語：Amor Vincit Omnia（「愛は全てを征服する」の意）、Amore Vittoriosoなどの名でも知られる）は、バロック期のイタリアの画家、ミケランジェロ・メリージ・ダ・カラヴァッジョ（1571年 - 1610年）によって描かれた絵画。現在はドイツ、ベルリンの絵画館が所蔵している。
カラヴァッジョはこの絵画を1601年から1603年にかけて、ローマでもっとも裕福な人物の一人、ヴィンチェンツォ・ジュスティニアーニ侯のために製作した。この時期には、カラヴァッジョは次第に教会のために製作することに情熱を傾けるようになっており、この作品は個人的なパトロンのために製作された最後の世俗的な作品群の一つである。

## 作品の概要

### 「愛は全てを征服する」
原題の Amor は「愛」（エロス）、すなわちローマ神話のクピードー（キューピッド）を示す。その姿は黒い鷲の羽根を背に生やし、机のようなものの上に座っているか、あるいはもしかしたら、今まさにそこから降りようとしているところである。 辺りに散らかっているものは、すべて人間の営為の象徴である。バイオリンとリュート、鎧、王冠、直角定規 とコンパス、ペンと楽譜、月桂樹の葉と一つの天球がキューピッドの足元に無造作に散らかっている。この作品はウェルギリウスの『牧歌』 X.69からの一行「愛の神は全てを打ち負かす。われらもまた、愛の神に屈服しよう（小川正廣訳） (Omnia vincit Amor et nos cedamus Amori)」を表象している。床にある楽譜の文書には大文字の「V」が示されている。このことから、この絵はまた、ヴィンチェンツォ・ジュスティニアーニの偉業の暗示であると考えられている。ジェノヴァ人のジュスティニアーニ家は、1662年のオスマン帝国による占領まではキオス島の支配者であったので、王冠はその象徴と考えられる。また教養の高かった侯爵は音楽や絵画を嗜んでいたから、ペンや楽譜、楽器はその象徴であるし、新しい邸宅の造営に取り掛かっていたことから、幾何学の道具はその象徴、天文学を勉んでいたことから天球はその象徴、そして軍事的能力の高さで知られていたことから鎧はその象徴であろう。これらの暗示によって、この絵のテーマを「ヴィンチェンツォは全てを征服する」と解読することが可能となる。事実、ヴィンチェンツォは彼のコレクションの中でもこの作品をもっとも重んじていたと言われる。

### 作品の構成と注目点
作品の主題は、当時の一般的なものである。しかし、カラヴァッジョのキューピッドの描き方は、きわめて強いリアリズムという点で独特である。例えば、同時代のバッティステッロ（ナポリ王国、1578年-1630年）の 眠るキューピッド のキューピッドと比較すると、バッティステッロのそれは理想化され、ほとんど個性がない、美しい少年であるが、カラヴァッジョのキューピッドはきわめて個性的で、魅惑的ではあるがちっとも美しくなく、歯も笑みもゆがんでいる。この絵を見る者は、もし道でこのキューピッドに出会ったらすぐに彼と見分けるだろう。カラヴァッジョの与える衝撃は、劇的な明暗法（キアロスクロ）と写真のような写実性のみならず、寓意と現実の混交である。だからこそ、この絵は、あたかも少年が、舞台用の羽根を背中につけ、矢を手に握って絵を描いてもらい、ごきげんな時間を過ごしているさまを思い起こさせる。このことから、カラヴァッジョが実在のモデルを前にしてこの絵画の製作にあたったことは明確と思われるが、同時に、この作品は、現在フィレンツェのヴェッキオ宮にあるミケランジェロの彫像 『勝利の天才』 の姿と紛れもなく類似しており、カラヴァッジョはこの作品を念頭においていただろうと思われる。
画家のオラツィオ・ジェンティレスキはこの絵を「地上の愛」（Earthly Love）と名づけた。この作品はまたたくまにローマの知識人サークルの注目を集めた。本作に着想を得て、ある詩人はすぐに三つのマドリガーレを書くし、ほかの詩人はラテン語のエピグラムを書くといった具合だった。このエピグラムで、はじめてこの作品はヴェルギリウスの「愛は全てを征服する」と並べられたのだが、この文言が作品の題名として用いられるようになるのは、批評家ジョヴァンニ・ピエトロ・ベローリが1672年に著したカラヴァッジョの伝記が最初であった。

### 同性愛か？
学者、愛好家の別を問わず、多くの人々の間で、この作品のエロティシズムについて議論がなされてきた。しかし、少年愛はもちろんのこと、同性愛という内容は、依頼主のジュスティニアーニの時代の人びとにとっては、今日ほど、強く意識されるものではなかったようだ。裸の少年は川の土手や海辺で見ることができたし、子供を性愛の対象とみなすことはきわめて文化要因の強い行為であり、カラヴァッジョの時代というよりも、現代の傾向と考えられるからだ。少なくとも、ジュスティニアーニ（彼は同性愛者ではない）にせよ、彼のもとを訪れる客人にせよ、この作品の道徳的問題を気にした様子はなく、それを問題になりうると考えた痕跡すらみうけられない。ジュスティニアーニ侯爵がこの作品をカーテンの奥に隠していたという逸話の真相は、言われるところによれば、彼がこの作品を来訪者への「最後のとっておき」として、客人がコレクションの他の作品をすべて見終わってからはじめてみせる作品としていたということらしい。つまりカーテンは、これを上げて絵を見せるためにあり、隠すためではなかったのである。（なお、1630年代にジュスティニアーニのコレクションの目録を作成したヨアヒム・フォン・ザンドラルトの言によれば、カーテンは彼が目録を作成したときに、彼の強い要望によって設置されたという。）従って現代人に課されていることは、『愛の勝利』を17世紀人の目を通して見ることである。

ジョヴァンニ・バリオーネ。
『天上の愛と俗世の愛』。1602年-1603年
キャンヴァスに油彩、 179 x 118 cm
絵画館 (ベルリン)、ベルリン
絵画館で『愛の勝利』と並べて展示されている。

### 二つのキューピッド
1602年、『愛の勝利』が完成してすぐに、ヴィチェンツォの兄弟にあたり、ジュスティニアーニ家の絵画コレクションの収集者の一人でもあったベネデット・ジュスティニアーニ枢機卿は、当時著名であったジョヴァンニ・バリオーネに、絵画の制作を依頼した。こうして出来上がったバリオーネの『天上の愛と俗世の愛』は、「天上の愛」が、右下の角の地面に横たわる少年のキューピッド（俗世の愛）を、左角に位置するルシファーから引き離す構図となっている。この作品のスタイルは、完全にカラヴァッジョを模倣しており、バリオーネにとって教会からの注文に対する新たな競争相手として頭角を現し始めていたカラヴァッジョへの明らかな挑戦状であった。年少であったカラヴァッジョは、バリオーネの作品を目にして、盗作だと苦々しく抗議した。カラヴァッジョの友人の一人によってあざけられたバリオーネは、これに二つ目のバージョンで応じた。そこでは悪魔の顔がカラヴァッジョの顔になっていたのである。それからというもの、長く底意地の悪い諍いが始まった。カラヴァッジョは、彼の死後数十年間たって、まさかバリオーネが彼の最初の伝記作家となるとは、予想だにしなかったであろう。

### 後世の評
スタンダールは本作を次のように叙述している。「およそ12歳の少年の等身大のキューピッドは…大きな褐色の翼を身にまとい、あまりに写実的に、そして力強い色遣い、明確性、鮮明さをもって描かれていて、あたかも生きているかのようである。」 1649年から51年ころにローマを訪れたイギリス人旅行者リチャード・シモンズは、本作のキューピッドは「彼［カラヴァッジョ］の脇に寝ている（laid with him）自分の子供か下男の身体と表情」を写したものだと評している（当時のlaid with himという表現は、単に同居しているという意味であったことに注意）。 イタリアの美術史家ジャンニ・パッピは、自身の理論に基づき、この絵に表れる人物が、カラヴァッジョの死のあと活躍する、チェコ・デル・カラヴァッジョと同一人物ではないかとした。この説については反論もあるが、チェコ・デル・カラヴァッジョが、フランチェスコ・ボネリという画家と同一人物であろう、とするパッピの説には賛同が多い。このチェコという人物は、カラヴァッジョの作品の画中人物としてしばしば登場し、例えば『聖パウロの回心』（1600年-1601年）に登場するキリストを支える若い天使や、『聖マタイの殉教』（1599年-1600年）でマタイの手に聖人の徴を書き込もうとする天使（巻き毛の頭のてっぺんが見えるだけであるが）、『イサクの犠牲』（1603年）のまさに首を切られんとするイサク、『ダヴィデとゴリアテの首』（1605年-1606年）のダヴィデ（ゴリアテはカラヴァッジョといわれる）、また現在ローマ、カピトリーニ美術館所蔵の『洗礼者ヨハネ』のヨハネなどがそうだといわれている。

## 注
1. ↑  小川, p. 72.
2. ↑  Catherine Puglisi, "Caravaggio", pp. 201-202.
3. ↑  Carrier, David (1 February 1993). “Homosexuality”, Principles of Art History Writing, p. 65. Penn State Press. ISBN 0-271-00945-4.
4. ↑  Peter Robb, p.194に引用
5. ↑  前掲書、p.195